# Schlunzig
Schlunzig ist seit dem 1. Januar 1999 ein Ortsteil von Zwickau, das seit 2008 Kreisstadt des Landkreises Zwickau im Freistaat Sachsen ist. Der Ort liegt im Stadtbezirk Zwickau-Nord und trägt die amtliche Nummer 39.

## Geografische Lage

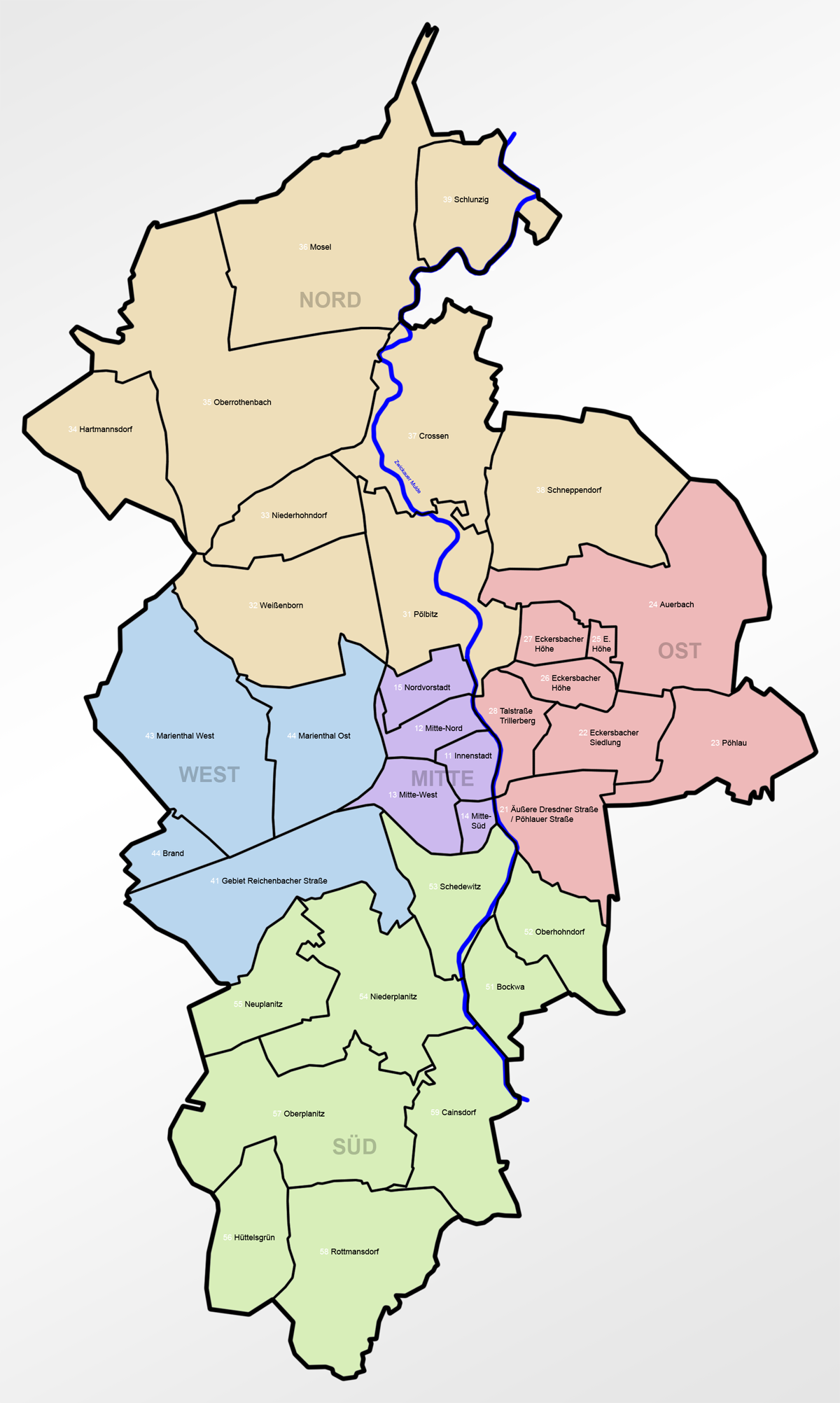
Stadtbezirke und Stadtteile von Zwickau

Schlunzig liegt im äußersten Norden von Zwickau, zwischen der Zwickauer Mulde im Osten und dem VW-Werk Zwickau im Westen. Angrenzende Orte sind Mosel (Stadt Zwickau) im Westen, Niederschindmaas (Gemeinde Dennheritz im Norden), Wernsdorf (Stadt Glauchau) im Osten sowie Wulm und Niedermülsen (Gemeinde Mülsen) im Süden. Schlunzig liegt am Lutherweg Sachsen.

## Geschichte

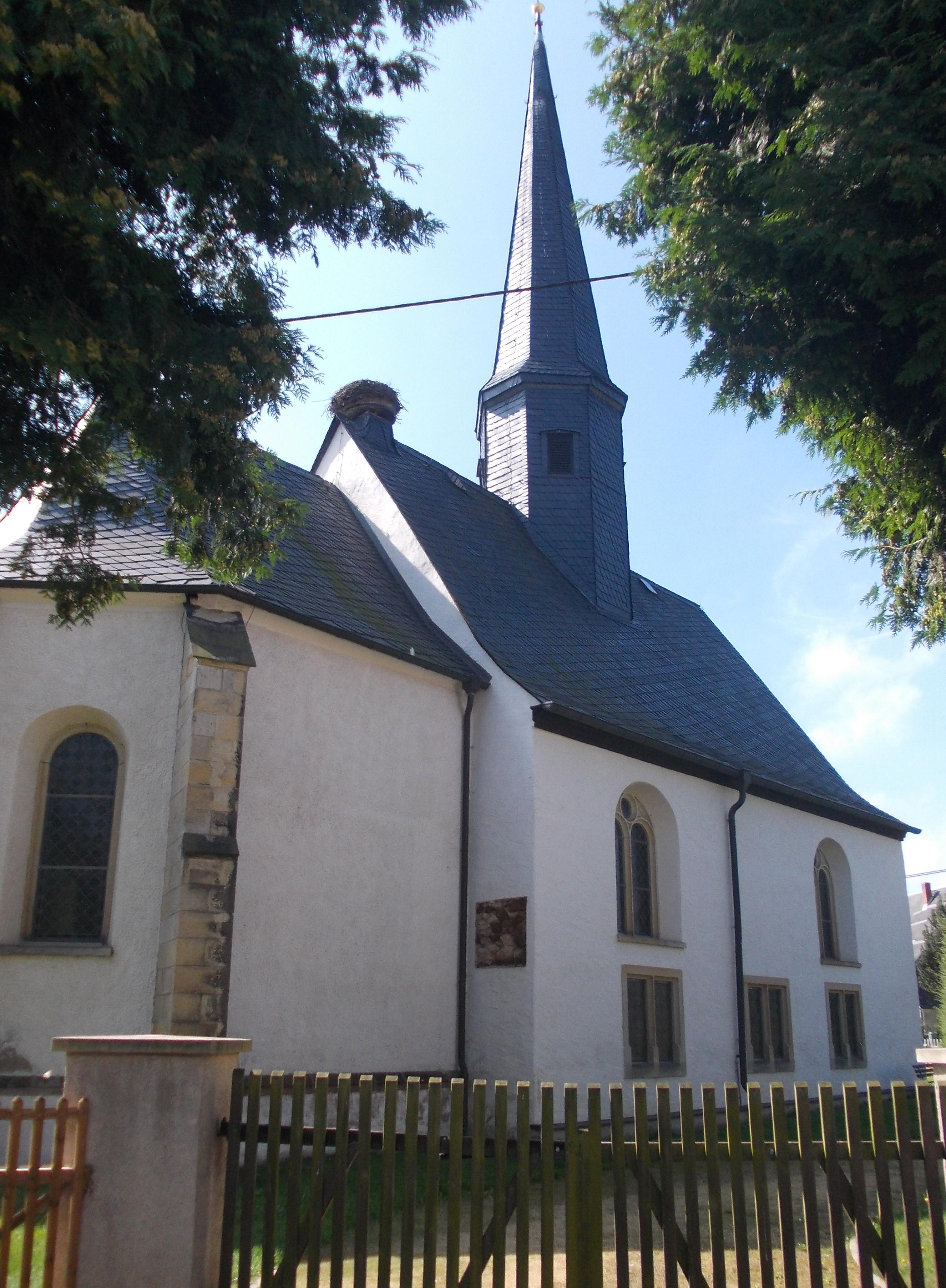
Dorfkirche Schlunzig mit Storchennest

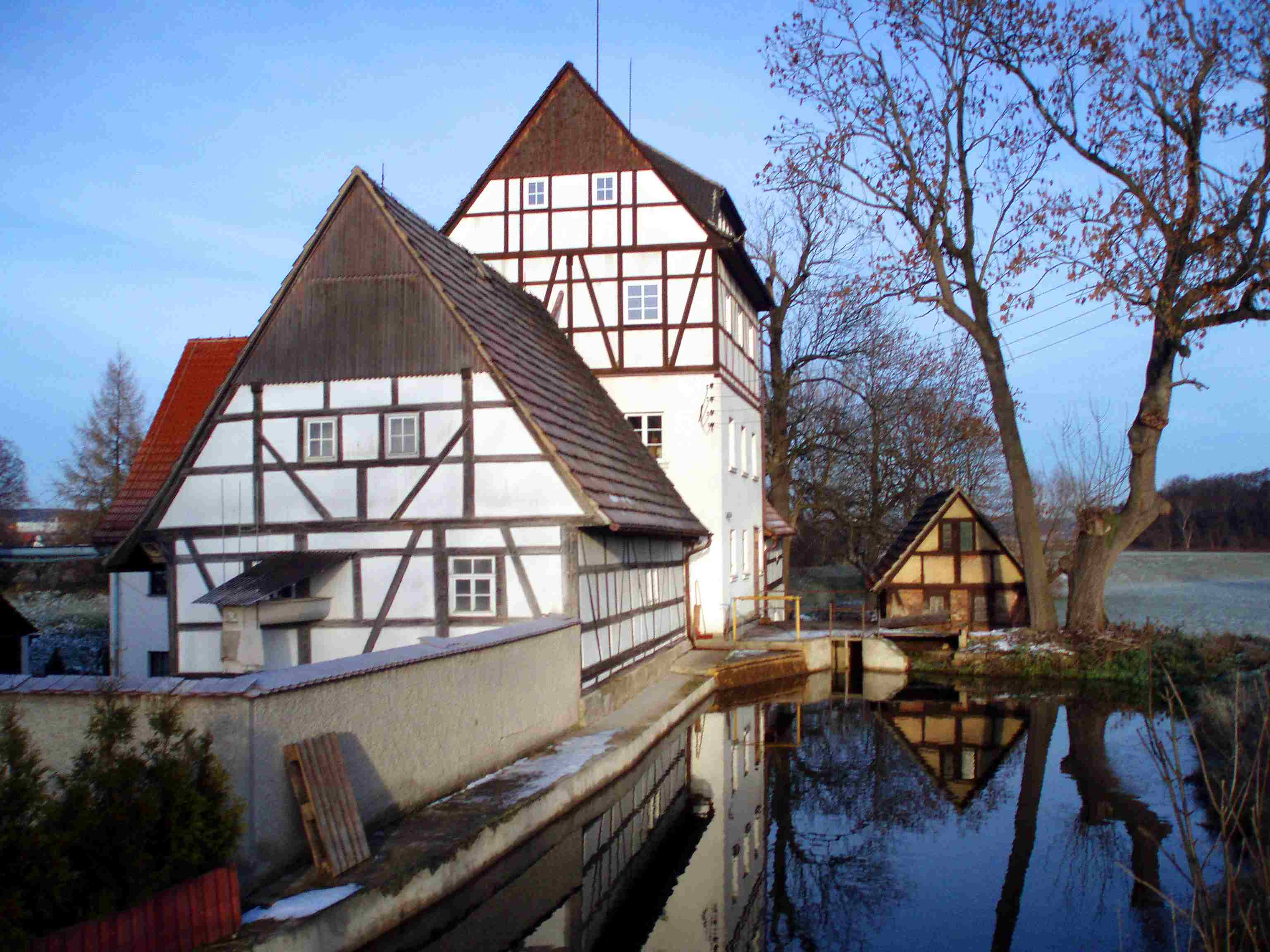
Klatschmühle in Schlunzig

Schlunzig wurde 1219 erstmals urkundlich erwähnt. Als ursprünglich slawisches Runddorf wurde die Besiedlung im Zuge der Erschließung des Pleißnerlandes unter der Herrschaft Schönburg durch deutsche Siedler fortgeführt. Bis ins 19. Jahrhundert gehörte Schlunzig als Amtsort zur 1256 gebildeten Schönburgischen Herrschaft Glauchau. Nach der Teilung der Herrschaft Glauchau im Jahr 1681 gehörte Schlunzig zum Amt Hinterglauchau. Die „Klatschmühle“ wurde 1521 erstmals erwähnt.
Nachdem auch auf dem Gebiet der Rezessherrschaften Schönburg im Jahr 1878 eine Verwaltungsreform durchgeführt wurde, kam Schlunzig zur neu gegründeten Amtshauptmannschaft Glauchau, die den Großteil der Rezessherrschaft Schönburg umfasste. Zwischen 1885 und 1951 führte die Schmalspurbahn Mosel–Ortmannsdorf (Mülsengrundbahn) südlich an Schlunzig ohne Halt vorbei. Sie hatte ihren Ausgangspunkt im „Bahnhof Mosel“ an der Bahnstrecke Dresden–Werdau. Heute erinnert der „Bimmelbahnweg“, der sich auf der ehemaligen Trasse befindet, an die Schmalspurbahn.
Durch die zweite Kreisreform in der DDR 1952 wurde Schlunzig dem Kreis Glauchau im Bezirk Chemnitz (1953 in Bezirk Karl-Marx-Stadt umbenannt) zugeordnet. Zwischen 1979 und 1989 wurden das Montagewerk des VEB Sachsenring und das Gelenkwellenwerk westlich des Orts errichtet. Der Grundstein für das neue VW-Werk westlich des Orts wurde 1990 gelegt. Seit 1990 gehörte Schlunzig zum sächsischen Landkreis Glauchau, kam aber bei der 1994 erfolgten Kreisgebietsreform zum Landkreis Zwickauer Land. In der Neuzeit wird Schlunzig durch das Volkswagenwerk geprägt, welches zu 65 Prozent auf Schlunziger Flur steht. Die Eingemeindung der Gemeinde Schlunzig in die Stadt Zwickau erfolgte zum 1. Januar 1999, obwohl die Einwohner zuvor per Bürgerentscheid dagegen votierten. Schlunzig ist seit der Eingemeindung eine Ortschaft im Sinne der §§ 65 bis 69 der Sächsischen Gemeindeordnung und hat einen Ortschaftsrat. Ortsvorsteher von 2000 bis 2004 war Werner Hildebrand, von 2004 bis 2005 Jürgen Hochberg, von 2005 bis 2019 Frank Hochberg, seit 2019 ist es René Kunz (AfD).

### Burgstall Wasserburg „Alter Wall“
Der Burgstall einer wohl mittelalterlichen Wasserburg befindet sich mitten im Ort Schlunzig westlich der Kirche. Nämlich zwischen den Straßen Hauptstraße (im Nordwesten, Westen und Süden) und dem Teichweg (im Osten und Nordosten). Im Westen umfließt das Burgareal westlich vor der Hauptstraße der von Südwesten aus Mosel kommende Rolandbach. Er wird nördlich am Stausee Glauchau in die Zwickauer Mulde einmünden. Östlich vor dem Teichweg fließt ein unbenannter Bach durch zwei Teiche und mündet im Norden von Schlunzig in den Rolandbach ein. Beide Bäche schützten also Westseite bzw. Ostseite der Wasserburg. Die Zwickauer Mulde verläuft hingegen mit deutlichem Abstand mäandrierend östlich von Schlunzig. Das Areal westlich der Kirche war um/nach 1990 fast unbebaut.
Die Anlage wird heimatgeschichtlich als „Wall“ oder „Alter Wall“ betitelt. Urkundliche Belege zur Anlage sind nach Volkmar Geupel nicht bekannt. Ebenso vermerkt Geupel 1983 keine Funde zu der Anlage.
Das Kernwerk hatte 16 m Durchmesser. Der umlaufende Wassergraben soll 6–7 m breit und 0,5 m tief gewesen sein. Das Kernwerk erhob sich nur etwa 0,5 m über die Sohle des Grabens. Ein ehemals umlaufender Außenwall im N, W und SW hat 1–1,5 m Breite und bis zu 1 m Höhe. Die gesamte Anlage, auch das Kernwerk, ist stark verschiffen, fast bis zur Unkenntlichkeit. Der NO-Teil des Kernwerkes wurde teilweise abgetragen.
Am 5. Dezember 1959 wurde der Burgstall „Wall“/„Alter Wall“ als Bodendenkmal unter Schutz gestellt.

### Bevölkerungsentwicklung
| Datum             | Einwohnerzahl |
| ----------------- | ------------- |
| 31. Dezember 1999 | 300           |
| 31. Dezember 2000 | 302           |
| 31. Dezember 2001 | 296           |
| 31. Dezember 2002 | 298           |
| 31. Dezember 2003 | 310           |
| 31. Dezember 2004 | 314           |
| 31. Dezember 2005 | 321           |

| Jahr | Einwohnerzahl (Prognose) |
| ---- | ------------------------ |
| 2010 | 320                      |
| 2015 | 300                      |
| 2020 | 300                      |

Quelle: Städtebauliches Entwicklungskonzept der Stadt Zwickau 2020 (Stand: Juni 2006).

## Sehenswürdigkeiten
In der kleinen Parkanlage an der Feuerwehr befindet sich ein Wasserspiel.

## Verkehr

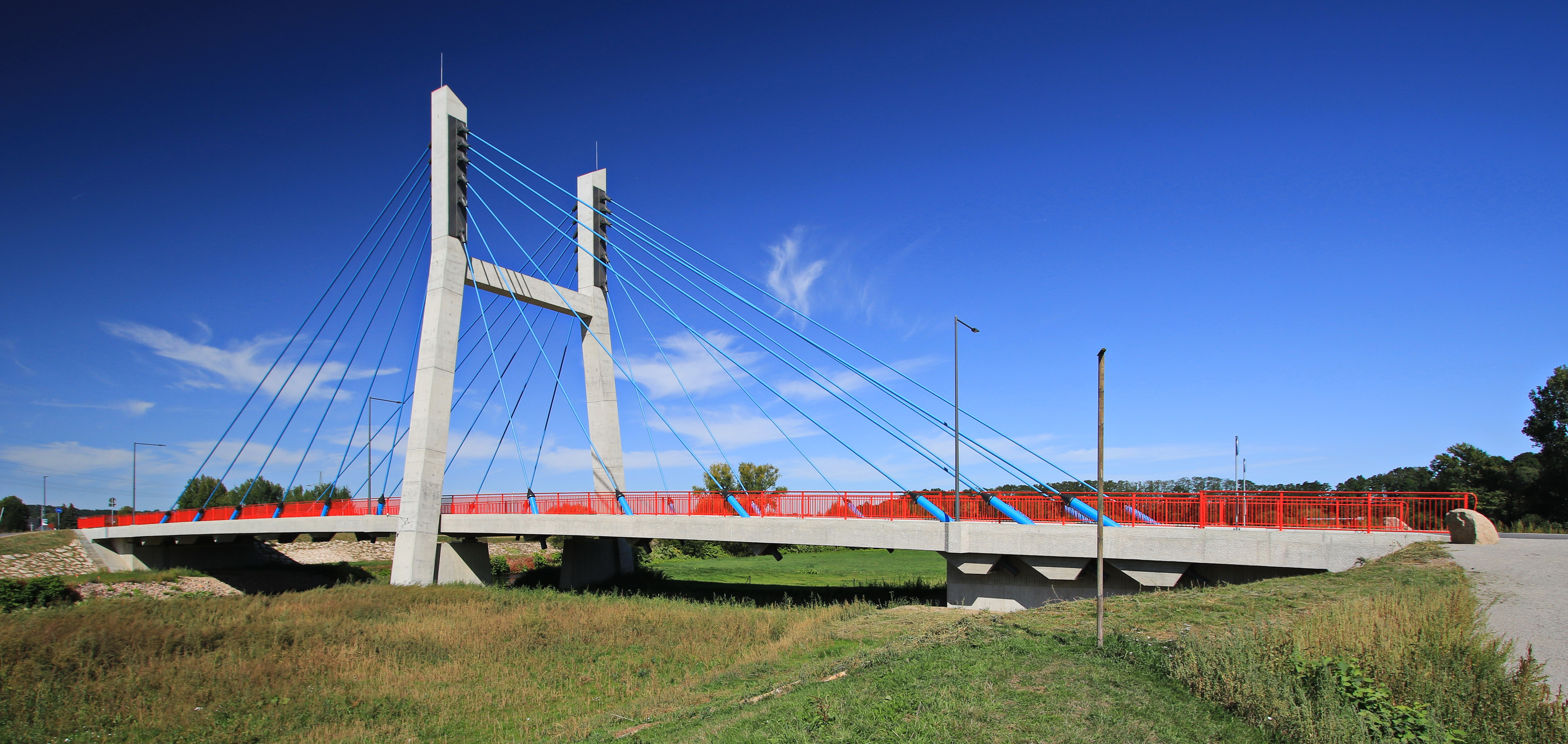
Neue Muldenbrücke Schlunzig

Im orographisch rechts der Zwickauer Mulde gelegenen Teil Schlunzigs befindet sich an der Klatschschänke ein Flussübergang, früher eine Furt. Die letzte, 1964 erbaute Muldenbrücke wurde beim Hochwasser 2013 beschädigt und durch einen zwischen 2018 und 2020 unmittelbar stromaufwärts neben der alten Brücke errichteten Neubau ersetzt. Die Einweihung der neuen Brücke fand am 29. Mai 2020 statt.